# Romont (Friburgo)
Romont (toponimo francese; in tedesco Remund, desueto) è un comune svizzero di 5 304 abitanti del Canton Friburgo, nel distretto della Glâne del quale è il capoluogo; ha lo status di città.

## Storia
Nel 1868 ha inglobato il comune soppresso di Arruffens e il 1º gennaio 1981 quello di Les Glânes.

## Monumenti e luoghi d'interesse

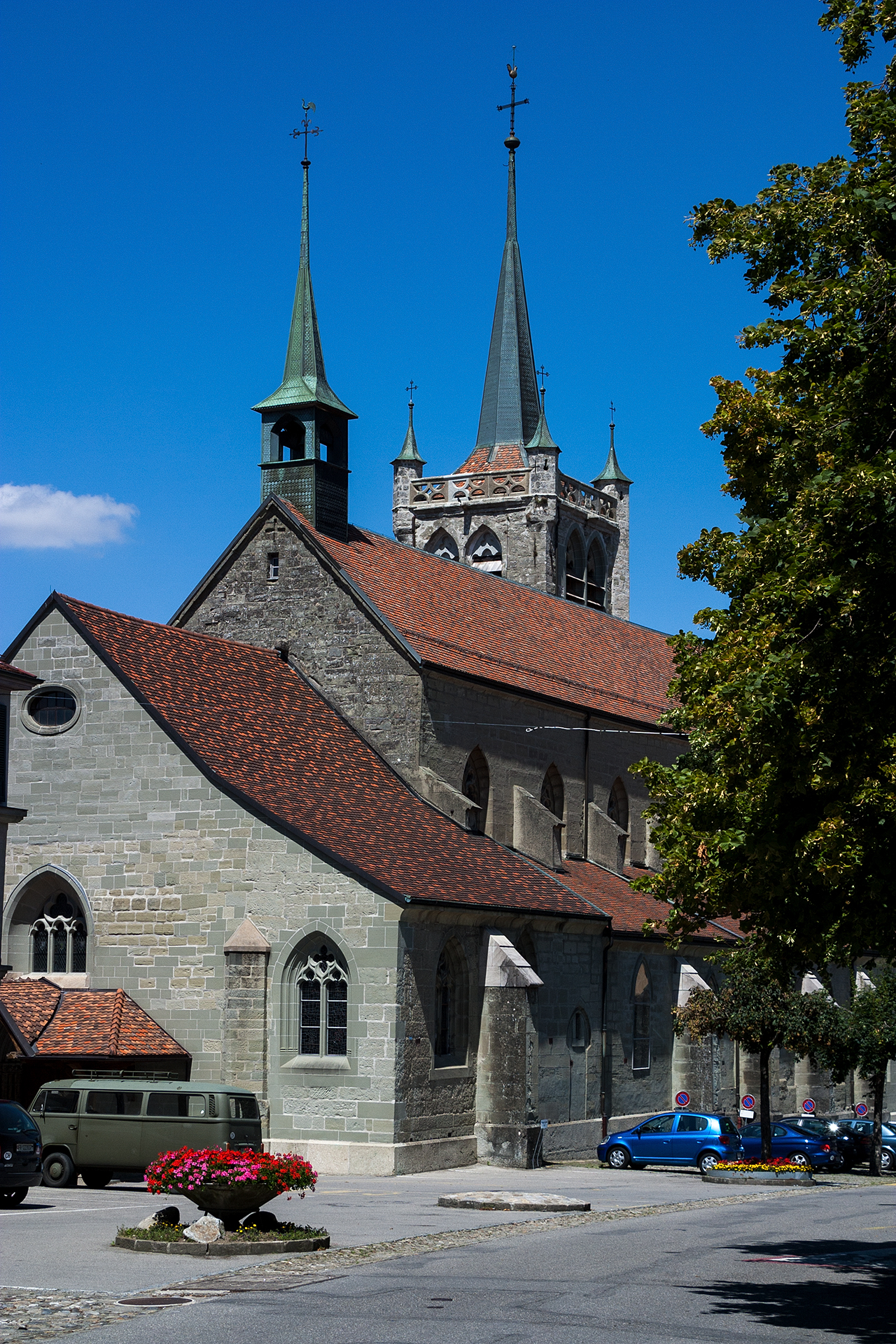
La chiesa cattolica di Nostra Signora

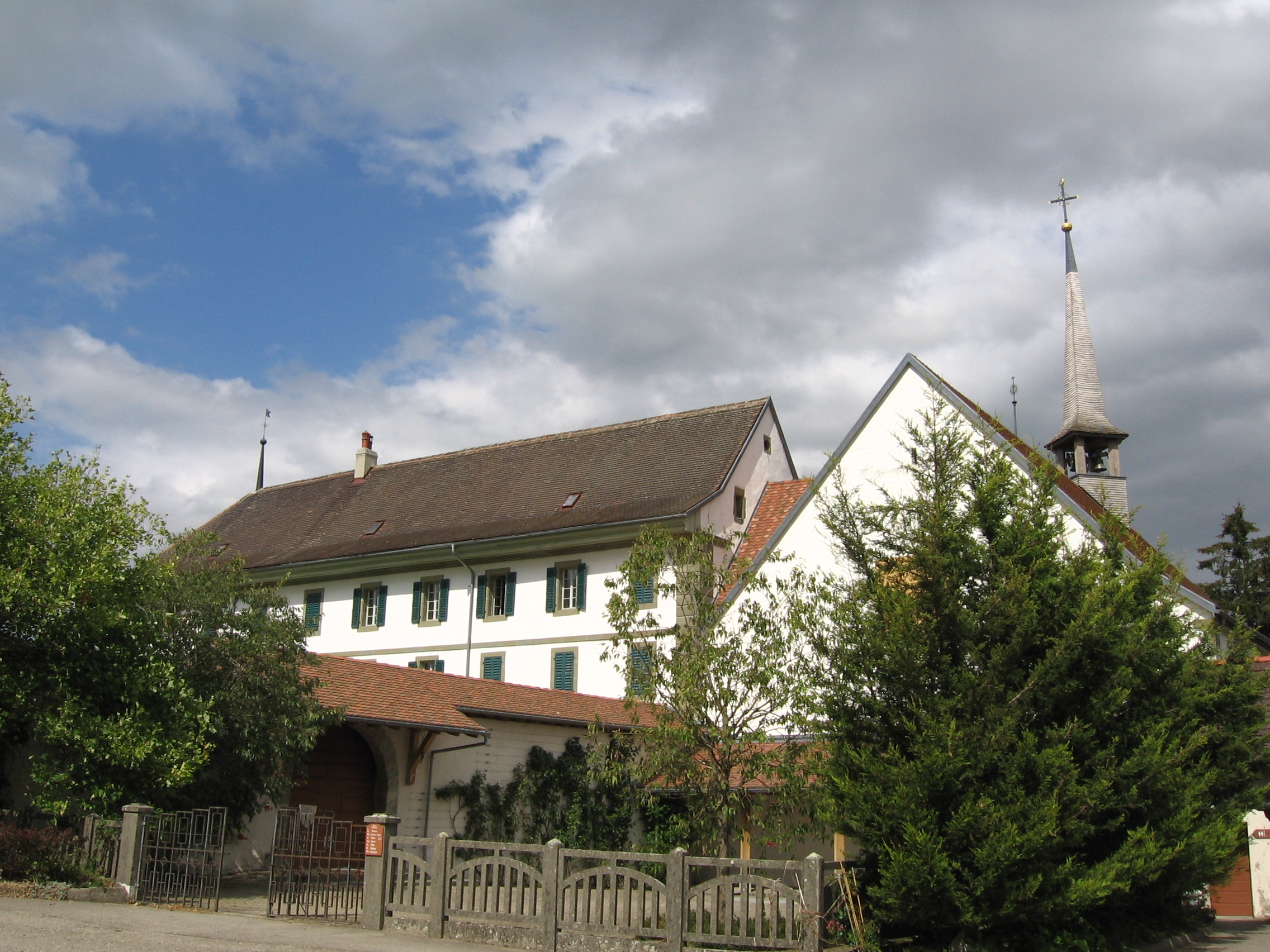
L'abbazia di La Fille-Dieu

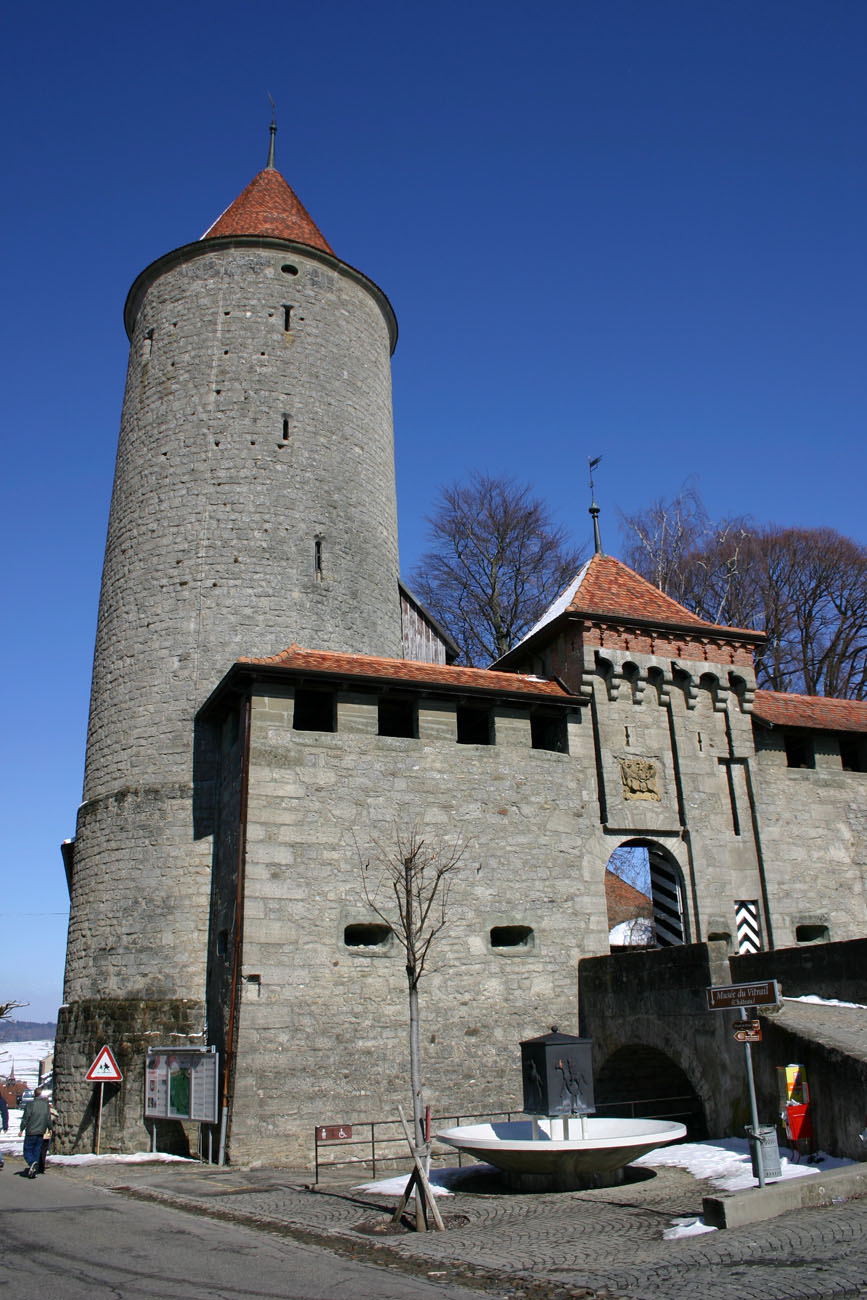
Il castello di Romont

- Chiesa cattolica di Nostra Signora (detta collegiata), eretta nel 1271 e ricostruita nel 1456[1];
- Abbazia di La Fille-Dieu, fondata nel 1268[1];
- Castello di Romont detto Grand Donjon, eretto prima del 1260 e ricostruito prima del 1591[1];
- Torre Boyer, resti del castello Petit Donjon eretto nel 1250-1260[1].

## Società

### Evoluzione demografica
L'evoluzione demografica è riportata nella seguente tabella:
Abitanti censiti

## Geografia antropica
Le frazioni di Romont sono:
- Arruffens[3]
- Bossens
- Les Chavannes[senza fonte]
- Le Glaney
- Les Glânes[4]
- L'Halle[senza fonte]

## Infrastrutture e trasporti

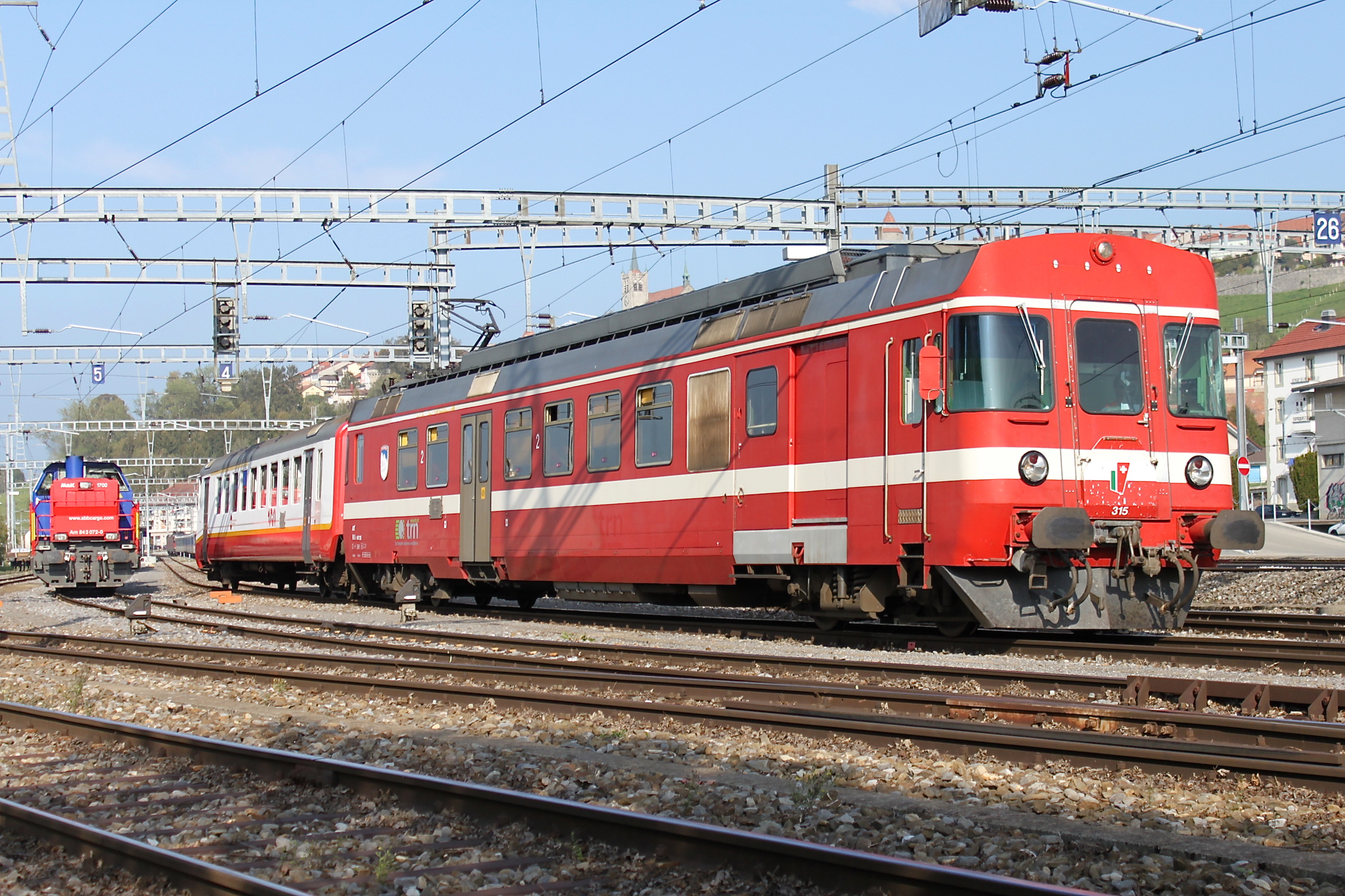
La stazione di Romont

Romont è servita dall'omonima stazione sulle ferrovie Losanna-Berna e Bulle-Romont.

## Amministrazione
Ogni famiglia originaria del luogo fa parte del comune patriziale che ha la responsabilità della manutenzione di ogni bene comune.